# Uruk uralkodóinak listája
Uruk az ókori Sumer egyik jelentős városállama volt az i. e. 3. évezredben. Uralkodói többször megszerezték az egész Sumer feletti főhatalmat is.
| Uralkodó                                                                            | Rövid kronológia | Középső kronológia | Hosszú kronológia | Megjegyzés                                                                             |
| ----------------------------------------------------------------------------------- | ---------------- | ------------------ | ----------------- | -------------------------------------------------------------------------------------- |
| (Sumerben: I. kisi dinasztia) → I. uruki dinasztia → (Sumerben: I. uri dinasztia)   |                  |                    |                   |                                                                                        |
| Meskiaggaser                                                                        |                  |                    |                   |                                                                                        |
| Enmerkar                                                                            |                  |                    |                   |                                                                                        |
| Lugalbanda                                                                          |                  |                    |                   |                                                                                        |
| Dumuzi                                                                              |                  |                    |                   |                                                                                        |
| Gilgames                                                                            |                  | i. e. 2650 körül   |                   | Lugalbanda és Ninszun fia, megszerezte a Sumer feletti hatalmat Aggától Kis királyától |
| Ur-Nungal                                                                           |                  |                    |                   | Gilgames fia                                                                           |
| Utulkalamma                                                                         |                  |                    |                   |                                                                                        |
| Labahsum                                                                            |                  |                    |                   |                                                                                        |
| Ennundaranna                                                                        |                  |                    |                   |                                                                                        |
| ... „a kovács”                                                                      |                  |                    |                   |                                                                                        |
| Melamanna                                                                           |                  |                    |                   |                                                                                        |
| Lugalkitun                                                                          |                  |                    |                   |                                                                                        |
| (Sumerben: hamazi dinasztia) → II. uruki dinasztia → (Sumerben: II. uri dinasztia)  |                  |                    |                   |                                                                                        |
| Lugalkiginedudu                                                                     |                  | 2410–2390          |                   |                                                                                        |
| Lugalkiszalszi                                                                      |                  | 2390–2375          |                   |                                                                                        |
| Urzage                                                                              |                  | 2375–2360          |                   |                                                                                        |
| Ensakusana                                                                          |                  | 2360–2340          |                   |                                                                                        |
| (Sumerben: IV. kisi dinasztia) → III. uruki dinasztia → (Sumerben: akkád dinasztia) |                  |                    |                   |                                                                                        |
| Lugalzaggeszi                                                                       |                  |                    |                   |                                                                                        |
| (Sumerben: akkád dinasztia) → IV. uruki dinasztia → (Sumerben: guti dinasztia)      |                  |                    |                   |                                                                                        |
| Urnigin                                                                             |                  |                    |                   |                                                                                        |
| Urgigir                                                                             |                  |                    |                   |                                                                                        |
| Kudda                                                                               |                  |                    |                   |                                                                                        |
| Puzurlili                                                                           |                  |                    |                   |                                                                                        |
| Urutu                                                                               |                  |                    |                   |                                                                                        |
| (Sumerben: guti dinasztia) → V. uruki dinasztia → (Sumerben: III. uri dinasztia)    |                  |                    |                   |                                                                                        |
| Utuhegal                                                                            |                  | i. e. 2119 – 2113  |                   |                                                                                        |
|                                                                                     |                  |                    |                   |                                                                                        |
| Szín-kasid                                                                          |                  | i. e. 1850 körül   |                   | „Uruk királya”, „az amnanúk királya”                                                   |
| Szín-eríbam                                                                         |                  |                    |                   |                                                                                        |
| Szín-gamil                                                                          |                  |                    |                   | „Uruk királya”, „az amnanúk királya”                                                   |
| Anam                                                                                |                  | i. e. 1820 körül   |                   | levelezett a babiloni Szín-muballit trónörökössel                                      |
| Irdanene                                                                            |                  |                    |                   |                                                                                        |
| Rím-Anum                                                                            |                  |                    |                   |                                                                                        |
| Nabi-ilisu                                                                          |                  | ? – i. e. 1802     |                   |                                                                                        |